# 광주보훈병원
광주보훈병원(光州報勳病院)은 호남권 국가유공자 및 가족 그리고 지역주민의 진료 및 건강 증진을 위해 설립된 대한민국 국가보훈부 산하 한국보훈복지의료공단에서 운영하는 보훈병원이다.  2만 3천여평의 대지에 600병상 규모의 시설과 의료장비, 그리고 29개 진료과를 갖췄으며, 9실의 분향실과 휴계시설 등을 포함한 장례식장도 운영하고 있다. 광주광역시 광산구 첨단월봉로 99에 위치하고 있다.

## 연혁[2]
- 1984년 12월 10일 신축기공
- 1987년 4월 25일 13개진료과 120병상 준공개원. 초대 김학윤 병원장 취임
- 1987년 11월 4일 기숙사 준공(지상2층)
- 1990년 9월 21일 200병상으로 증설(80병상 증설)
- 1991년 11월 29일 300병상으로 증설(100병상 증설)
- 1993년 11월 18일 인턴, 레지던트 수련병원 지정
- 1994년 5월 1일 재활의학과 개설
- 1996년 9월 13일 응급센타 및 진료지원시설 준공(지하2,지상4층)
- 1996년 10월 11일 신장내과 및 인공신장실 개설
- 2000년 6월 28일 첨단지구 신축이전 기공식(67,996m2)
- 2001년 3월 1일 신경과 개설
- 2001년 10월 18일 한방진료과 개설
- 2002년 12월 6일 첨단지구 신축이전 개원(500병상)
- 2003년 3월 20일 가정의학과 개설
- 2004년 5월 21일 심혈관센터 개소(ANGIO 도입)
- 2004년 11월 19일 재활체육시설 준공(재활체육관, 론볼링장, 사격장)
- 2007년 1월 18일 전남대학교병원 의료협력 협약 체결
- 2007년 4월 10일 안과 엑시머레이져 가동
- 2007년 4월 24일 전공의 숙소 준공
- 2007년 5월 1일 흉부외과 개설
- 2007년 12월 27일 545병상으로 증설(45병상 증설). 소화기병센터 개소(소화기내과, 외과)
- 2008년 3월 7일 뇌혈관센터 개소(신경과, 신경외과)
- 2008년 3월 14일 PET/CT 가동
- 2008년 12월 10일 중환자실 개보수 및 심혈관센터 확장 이전
- 2009년 4월 16일 재활센터 증축
- 2010년 1월 1일 EMR(전자의무기록) 시스템 가동
- 2010년 4월 1일 콜센터 개소 운영
- 2011년 7월 1일 581병상으로 증설(36병상 증설)

## 역대 위치
- 1987년 4월 25일 ~ 2002년 12월 5일 : 남구 서문대로824번길 10 (주월동)
- 2002년 12월 6일 ~ (현재) : 광산구 첨단월봉로 99 (산월동)